# Economia da Nicarágua
Nicarágua, é uns dos países mais pobres da América Central e o segundo mais pobre do hemisfério, tem subemprego e pobreza disseminados. O acordo de livre comércio entre os Estados Unidos e a América Central está em vigor desde 2006 e tem ampliado as possibilidades de exportação para muitos produtos agrícolas e manufaturados.
Os têxteis e o vestuário respondem por quase 60% das exportações nicaraguenses, mas os aumentos do salário mínimo durante o governo Daniel Ortega deverão erodir esta vantagem comparativa da indústria. Ortega tem promovido a criação de empreendimentos binacionais administrados pelas empresas petrolíferas estatais da Nicarágua e Venezuela. Estas iniciativas, junto com o fraco sistema legal, poderão prejudicar o clima para investimentos de empresas locais e estrangeiras num futuro próximo.
Parte importante da economia da Nicarágua é baseada no setor agrícola. Os depósitos de material vulcânico enriqueceram o solo, o que torna o país extremamente fértil. As florestas cobrem quase a metade do território do país, abrindo espaço para a exploração de madeira e de outros bens relacionados. Além disso, Nicarágua conta com depósitos de ouro, prata, sal e cobre. Os principais produtos comerciais agrícolas são o café, o algodão e a banana. Outros cultivos destacados são: cana de açúcar, milho, laranja, abacaxi, arroz, mandioca, sorgo e feijão.
Nicarágua é também um dos principais países da América Central em pecuária.

## Setor primário

### Agricultura
A Nicarágua produziu, em 2018, 7,2 milhões de toneladas de cana-de-açúcar, sendo fortemente dependente deste produto. Além da cana, o país produziu neste ano 395 mil toneladas de milho, 365 mil toneladas de arroz, 300 mil toneladas de óleo de palma, 252 mil toneladas de banana, 209 mil toneladas de mandioca, 197 mil toneladas de feijão, 194 mil toneladas de amendoim, 141 mil toneladas de café, 118 mil toneladas de laranja, além de produções menores de outros produtos agrícolas como abacaxi, batata, sorgo, tomate etc. 